# Гритвикен
Гритвикен (швед. Grytviken; IPA: ; што значи Залив котла) је највеће насеље британске прекоморске територије Јужна Џорџија и Јужна Сендвичка острва у јужном Атлантику. Име су му наденули шведски истраживачи који су 1902. пронашли старе енглеске котлове који су коришћени да се ту истопи китова маст. Гритвикен је најбоља лука на острву, која се састоји из залива у заливу. Место је добро заштићено, са равним земљиштем погодним за подизање објеката и има добро снабдевање свежом водом. Насеље се налази у близини базе Кинг Едвард Појнт и главни је град острва. 

## Историја
Насеље Гритвикен је основао норвешки капетан Карл Антон Ларсен 16. новембра 1904. као станица за китолов за своју Аргентинску риболовачку компанију. Ларсен је одабрао ово место током своје посете 1902. док је био командант брода Шведске антарктичке експедиције (1901—03) коју је предводио Ото Норденшелд. Том приликом име Гритвикен је дао шведски археолог и геолог Јохан Гунар Андерсон који је истраживао део полуострва Тачер и пронашао бројне предмете, као што су чамци и казани.
Ларсен је организовао изградњу Гритвикена. Новоизграђена фабрика китове масти је почела са радом 24. децембра 1904, а изградили ју је тим од 60 Норвежана који су стигли 16. новембра.

Станица је била изузетно успешна, уз 195 уловљених китова само у првој сезони. Ловци на китове су користили сваки део животиње: китова маст, месо, кости и црева су кувана да би се исцедила маст, а кости и месо су претварани у ђубриво и храну за стоку. Ушате фоке су такође ловљене због њихове масти. Око 300 људи је радило у станици на њеном врхунцу, од октобра до марта. Неколицина је остајала преко зиме да одржава чамце и фабрику. Сваких неколико месеци транспортни бродови би доносивали основне намирнице у станицу, а односили су маст и друге производе. Следеће године влада Аргентине је основала метеоролошку станицу.
Популација китова у морима око острва је знатно смањена у следећих 60 година све до затварања станице у децембру 1966, у време када су производи добијени од китова били толико јефтини тако да је даља експлоатација била неодржива. И данас су обале око Гритвикена препуне костију китова и зарађалим остацима фабрика за прераду китовог уља и напуштеним бродовима за китолов.

### Шеклтонов долазак
Гритвикен је брлиско повезан са британским истраживачем Ернестом Шеклтоном. Најпознатија Шеклтонова експедиција је кренула из Лондона 1. августа 1914. и стигла је у Веделово море 10. јануара 1915, где је ледени пак заробио њихов брод Ендуранс. Лед је тешко оштетио брод 27. октобра 1915. 28 чланова посаде је успело да стигне до Острва слона уз помоћ три мала чамца. Сви су преживели након што су Шеклтон и још петорица успели да стигну до обале Јужне Џорџије. Из Гритвикена Шеклтон је организовао спасилачку операцију преосталих чланова посаде.
Шеклтон се опет вратио у Гритвикен, али постхумно 1922. Неочекивано је умро од срчаног удара на отвореном мору на почетку још једне антарктичке експедиције, а његова удовица је одабрала Јужну Џорџију за његов вечно почивалиште. Његов гроб се налази јужно од Гритвикена, уз гробове ловаца на китове који су умрли на острву.

### Фокландски рат
Током Фокландског рата, Гритвикен су почетком априла 1982. заузеле аргентинске снаге након кратке борбе са британским Краљевским маринцима. Краљевски маринци, САС и СБС су повратили насеље три недеље касније.
Уз подршку корвете Гверико, брод аргентинске морнарице Бхија Параизо је напао вод Краљевских маринаца смештених у Гритвикену. Резултат двочасовне битке је биоло тешко оштећење Гверика и оборени аргентиснки хеликоптер. Аргентинци су изгубили неколико људи (од 3 до 15 према различитим изворима) и имали су отприлике исти број рањених, док су Британси имали једног рањеног човека. Британски командант поручник Кит Милс је касније награђен Крстом за изврсну службу за одбрану Јужне Џорџије. Иако су особље британског магистрата и други цивили и војска евакуисани са Јужне Џорџије, још 15 Британаца је остао на простору који су контролисали Аргентинци. Губици у Гритвикену су спречили Аргентину да заузме остатак острва, док су база на Птичјем острву и кампови у Заливу Шлипер, Лајловом глечеру и Заливу светог Андреја остали под британском контролом.
Краљевска морнарица је 25. априла 1982. оштетила и заробила аргентиснку подморницу Санта Фе код Јужне Џорџије. Аргентински гаризон у Гритвикену се предао без борбе, као и чета у Лит Харбору.

### Тренутно стање
Уз околно подручје, станица је проглашена Зоном од посебног туристичког значаја.
Гритвикен је популарно стајалиште за бродове који посећују Антарктик, а туристи се обично искрцавају да посете Шеклтонов гроб. У делу бивше китоловне станице је и мали музеј који је отворен током летње туристичке сезоне.
Црква у Гритвикену је једина зграда која је задржала своју првобитну намену и још увек се повремено користи за службе, венчања или крштења.